# De Schrijverscentrale
De Schrijverscentrale is een Nederlandse stichting ter bevordering van de Nederlandse leescultuur. De stichting verzorgt hiertoe het bezoek van schrijvers bij bibliotheken, scholen, boekhandels en festivals.
Verder wordt samengewerkt met organisaties als de Stichting Collectieve Propaganda van het Nederlandse Boek (CPNB), de Stichting Lezen en het Letterenfonds.
Tot 2017 was de organisatie de stichting Schrijvers School Samenleving (SSS) genaamd. Deze stichting was in 1968 opgericht onder de naam Schrijvers op School (SOS). In het begin van de jaren 1980 werd de Schrijvers School Samenleving samen met het Letterkundig Museum en manifestaties als Poetry International door het toenmalige ministerie een centrale rol toebedeeld voor het vergroten van de belangstelling voor literatuur in Nederland. In het jaar 2000 was deze stichting onderscheiden met de Grafische Cultuurprijs. In 2018 was De Schrijverscentrale genomineerd voor Astrid Lindgren Memorial Award 2019.
Nelleke Noordervliet is voormalig voorzitter van de Raad van Bestuur. In 2024 werd overgestapt naar een Raad van Toezicht en werd  Marjolein Moorman voorzitter. De stichting heeft ook een Adviesraad Literaire Makers die bestaat uit Aby Hartog, Yvonne Jagtenberg, Suzanna Jansen en Rashid Novaire. Sinds januari 2023 is Johanna Somers directeur.